# Valter Borges
Valter Gazalans Borges (São Vicente, 9 novembre 1988) è un ex calciatore capoverdiano, di ruolo centrocampista.